# Cantone di Charvieu-Chavagneux
Il Cantone di Charvieu-Chavagneux è una divisione amministrativa dell'arrondissement di Vienne e dell'arrondissement di La Tour-du-Pin.
È stato costituito a seguito della riforma approvata con decreto del 18 febbraio 2014, che ha avuto attuazione dopo le elezioni dipartimentali del 2015.

## Composizione
Comprende i seguenti 24 comuni:
- Annoisin-Chatelans
- Anthon
- Charvieu-Chavagneux
- Chavanoz
- Chozeau
- Crémieu
- Dizimieu
- Hières-sur-Amby
- Janneyrias
- Leyrieu
- Moras
- Panossas
- Pont-de-Chéruy
- Saint-Baudille-de-la-Tour
- Saint-Hilaire-de-Brens
- Saint-Romain-de-Jalionas
- Siccieu-Saint-Julien-et-Carisieu
- Tignieu-Jameyzieu
- Trept
- Vénérieu
- Vernas
- Veyssilieu
- Villemoirieu
- Villette-d'Anthon